# Ама Селассіє I
Ама Селассіє (нар. 27 липня 1916 — пом. 17 лютого 1997) — останній правлячий монарх Ефіопії. Вперше був проголошений імператором під час невдалої спроби державного перевороту у грудні 1960 року, утім Хайле Селассіє I за кілька днів повернув собі трон. 12 вересня 1974 року знову став імператором, утім так і не став повноправним правителем. Його царювання завершилось ліквідацією монархії у березні 1975. Після цього, 8 квітня 1989 року, був проголошений правителем Ефіопії в екзилі.